# مرسيدس فرنانديز مارتوريل
مرسيدس فرنانديز مارتوريل (برشلونة، 25 نوفمبر 1948) كاتبة وعالمة أنثروبولوجيا إسبانية.
حصلت فرنانديز مارتوريل على شهادة في التاريخ الحديث ودكتوراه في الأنثروبولوجيا الاجتماعية من جامعة برشلونة. منذ عام 1980 كانت أستاذة الأنثروبولوجيا في جامعة برشلونة. تقوم بتدريس دورات في الأنثروبولوجيا الحضرية، وكذلك الأنثروبولوجيا والنسوية. وقد نشرت العديد من الأعمال في كلا الإصدارين. ألقت محاضرات ودورات في إسبانيا في جامعة علوم المعلومات في إشبيلية وجامعة القانون في إقليم الباسك وبار غرناطة وجامعة غرناطة وجامعة مالقة وجامعة تاريخ هويلفا وجامعة جزر البليار و مراكز أخرى. في فرنسا درست في كلية الدراسات العليا للعلوم الاجتماعية في جامعة السوربون في باريس. في المكسيك درست في الجامعة التربوية في مكسيكو سيتي. في إيطاليا درست في المركز الدولي للتاريخ العرقي في جنوة. تدير فرنانديز مارتوريل مرصد البناء ومعنى الاستجمام البشري في جامعة برشلونة.